# Giuliano Cerato
Giuliano Cerato (Rio Cuarto, 10 giugno 1998) è un calciatore argentino, difensore dell'Aldosivi in prestito dall'Instituto (C).

## Caratteristiche tecniche
È un terzino destro.

## Carriera
Cerato è cresciuto nel settore giovanile del Vélez Sarsfield, con cui ha firmato un contratto professionistico il 28 giugno 2019. Poche settimane dopo è passato in prestito biennale all'UAI Urquiza. Ha debuttato il 3 agosto 2019 nell'incontro di Primera B Nacional pareggiato 1-1 contro il Sacachispas ed il 29 settembre ha segnato i sui primi gol realizzando una doppietta contro il San Miguel.
Il 28 dicembre 2021 ha rescisso il contratto con il club biancoblu, e poco dopo è stato annunciato dall'Instituto (C). Al termine della stagione, in cui ha giocato da titolare, ha centrato con il club la promozione in Primera División a 17 anni di distanza dall'ultima partecipazione.

## Statistiche

### Presenze e reti nei club
Statistiche aggiornate al 21 luglio 2025.
| Stagione             | Squadra              | Campionato           | Campionato | Campionato | Coppe nazionali | Coppe nazionali | Coppe nazionali | Coppe continentali | Coppe continentali | Coppe continentali | Altre coppe | Altre coppe | Altre coppe | Totale | Totale | Totale |
| Stagione             | Squadra              | Comp                 | Pres       | Reti       | Comp            | Pres            | Reti            | Comp               | Pres               | Reti               | Comp        | Pres        | Reti        | Pres   | Reti   |        |
| -------------------- | -------------------- | -------------------- | ---------- | ---------- | --------------- | --------------- | --------------- | ------------------ | ------------------ | ------------------ | ----------- | ----------- | ----------- | ------ | ------ | ------ |
| 2020                 | UAI Urquiza          | PBN                  | 26         | 4          | -               | -               | -               | -                  | -                  | -                  | -           | -           | -           | 26     | 4      |        |
| 2021                 | UAI Urquiza          | PBN                  | 35         | 6          | -               | -               | -               | -                  | -                  | -                  | -           | -           | -           | 35     | 6      |        |
| Totale UAI Urquiza   | Totale UAI Urquiza   | Totale UAI Urquiza   | 61         | 10         |                 | -               | -               |                    | -                  | -                  |             | -           | -           | 61     | 10     |        |
| 2022                 | Instituto (C)        | PBN                  | 30         | 2          | -               | -               | -               | -                  | -                  | -                  | -           | -           | -           | 30     | 2      |        |
| 2023                 | Instituto (C)        | PD                   | 20         | 0          | CA+CdL          | 1+2             | 0               | -                  | -                  | -                  | -           | -           | -           | 23     | 0      |        |
| 2024                 | Instituto (C)        | PD                   | 18         | 0          | CA+CdL          | 1+5             | 0               | -                  | -                  | -                  | -           | -           | -           | 24     | 0      |        |
| Totale Instituto (C) | Totale Instituto (C) | Totale Instituto (C) | 68         | 2          |                 | 9               | 0               |                    | -                  | -                  |             | -           | -           | 77     | 2      |        |
| 2025                 | Aldosivi             | PD                   | 16         | 0          | CA              | 2               | 0               | -                  | -                  | -                  | -           | -           | -           | 18     | 0      |        |
| Totale carriera      | Totale carriera      | Totale carriera      | 141        | 12         |                 | 11              | 0               |                    | -                  | -                  |             | -           | -           | 156    | 12     |        |